# Valérie Dréville
Valérie Dréville est une comédienne française, née le 10 mars 1962 à Boulogne-Billancourt.
Égérie du théâtre public, elle a notamment joué sous la direction de Antoine Vitez, Romeo Castellucci, Claude Régy, Luc Bondy, Thomas Ostermeier, Stanislas Nordey, Jean-Pierre Vincent, Daniel Mesguich, Alain Françon, Julie Brochen, Yves-Noël Genod…
Sa carrière au cinéma est également très importante et totalise une trentaine de films, parmi lesquels Mon Oncle d'Amérique d'Alain Resnais, Prénom Carmen de Jean-Luc Godard, La Sentinelle d'Arnaud Desplechin, Suite Armoricaine de Pascale Breton.

## Biographie
Valérie Dréville est la fille de Véronique Deschamps et de Jean Dréville. Elle se forme au Théâtre national de Chaillot (avec Antoine Vitez, Yannis Kokkos, Aurélien Recoing, Georges Aperghis) et au Conservatoire national supérieur d'art dramatique de Paris (avec Viviane Théophilidès, Claude Régy, Gérard Desarthe, Daniel Mesguich).

### Théâtre
Sa carrière au théâtre est marquée par sa rencontre avec Antoine Vitez, son professeur à Chaillot, qui la dirigera dans Électre, Le Soulier de satin, La Célestine, La Vie de Galilée (Comédie-Française). Elle entre à la Comédie–Française en 1988 qu'elle quittera en 1993. Elle y joue notamment Iphigénie de Racine sous la direction de Yannis Kokkos. Elle joue aussi sous la direction de Claude Régy dans Le Criminel de Leslie Kaplan, La Terrible Voix de Satan de Gregory Motton, Quelqu’un va venir de Jon Fosse, Des couteaux dans les poules de David Harrower, Variations sur la mort de Jon Fosse, Comme un chant de David, traduction des psaumes de Henri Meschonnic, La Mort de Tintagiles de Maurice Maeterlinck. Elle a également joué Phèdre de Racine sous la direction de Luc Bondy à l'Odéon-Théâtre de l'Europe.
Elle se rend régulièrement en Russie pour travailler avec Anatoli Vassiliev et sa troupe. Médée-Matériau de Heiner Müller a été créé en 2001 à Moscou, et tourne depuis dans le monde entier (Paris, Avignon, Rennes, Espagne, Italie, Grèce, Pays-Bas...). En 2018, elle joue dans Le Récit d'un homme inconnu d'après la nouvelle de Tchekhov, toujours mis en scène par Anatoli Vassiliev avec Sava Lolov, Stanislas Nordey et Romane Rassendren.
Valérie Dréville est artiste associée du festival d'Avignon ainsi qu’au Théâtre national de Strasbourg. Elle prépare un spectacle avec Jérôme Bel[réf. nécessaire].

### Cinéma
Valérie Dréville est également très sélective sur ses rôles au cinéma. Elle fait quelques premières apparitions à la fin des années 1970 et 1980, notamment dans des films d'Alain Resnais, puis interprète des rôles clés dans des longs-métrages importants comme La Sentinelle d'Arnaud Desplechin, et La Maladie de Sachs de Michel Deville. Elle tient le rôle principal dans Suite Armoricaine de Pascale Breton.

### Télévision
Elle apparaît à la télévision dans les années 1980, notamment en 1981 pour présenter l'émission scientifique pour enfants 3-2-1 Contact. Suivront des rôles divers dans des téléfilms et séries télévisées, surtout pendant les années 1980 et 1990, l'essentiel de sa carrière se déroulant au théâtre et au cinéma dans la même période. Ensuite ces apparitions se feront plus rares jusque dans les années 2000.

### Engagement militant
En mai 2018, Valérie Dréville est signataire d’une pétition en collaboration avec des personnalités issues du monde de la culture pour boycotter la saison culturelle croisée France-Israël, qui selon l'objet de la pétition sert de « vitrine » à l'État d'Israël au détriment du peuple palestinien.

### Pédagogie, transmission
Donnant régulièrement des cours et animant des ateliers dans différentes écoles, elle est professeure au Conservatoire national supérieur d’art dramatique depuis 2017.
En 2018, elle publie un essai à propos de son expérience avec le metteur en scène Anatoli Vassiliev et le spectacle Médée Matériau de Heiner Müller, Face à Médée : Journal de répétitions.
En 2024 elle publie L'Art du débutant : le travail de l'actrice sur elle-même, essai dans lequel s'exprime sa "soif d'apprendre", fil directeur de sa démarche.

## Théâtre
- 1981 : Les Rustres de Carlo Goldoni, mise en scène Philippe Mentha, Théâtre Kléber-Méleau
- 1981 : Le Misanthrope de Molière, mise en scène Philippe Mentha, Théâtre Kléber-Méleau
- 1982 : Dommage qu’elle soit une putain de John Ford, mise en scène Gilles Gleizes, Théâtre de la Cité internationale
- 1983 : Le Désert d'André Gintzburger, mise en scène Albert Delpy, Théâtre de l'Athénée-Louis-Jouvet
- 1984 : Le Terrier de Franz Kafka, mise en scène Frédéric Kepler
- 1984 : Le Triomphe de l'amour de Marivaux, mise en scène Frédéric Keppler, Théâtre du Rond-Point
- 1984 : La Métaphysique d’un veau à deux têtes de Stanislaw Ignacy Witkiewicz, mise en scène Alain Ollivier, Studio Théâtre de Vitry
- 1986 : Six personnages en quête d'auteur de Luigi Pirandello, mise en scène Jean-Pierre Vincent, Comédie-Française au Théâtre national de l'Odéon
- 1986 : Électre de Sophocle, mise en scène Antoine Vitez, Théâtre de Chaillot
- 1987 : Le Soulier de satin de Paul Claudel, mise en scène Antoine Vitez, Festival d'Avignon, Théâtre national de Chaillot
- 1988 : Scènes du répertoire 1 : De Shakespeare à Claudel, direction artistique Daniel Mesguich, Rencontres d'été de la chartreuse de Villeneuve-lès-Avignon[11]
- 1988 :  On ne badine pas avec l'amour d'Alfred de Musset, mise en scène Jean-Pierre Vincent, Théâtre de Sartrouville
- 1988 : Comme il vous plaira de William Shakespeare, mise en scène Lluís Pasqual (es), Comédie-Française
- 1988 : Tête d'or de Paul Claudel, mise en scène Aurélien Recoing, Comédie-Française au Théâtre national de l'Odéon
- 1988 : Le Criminel de Leslie Kaplan, mise en scène Claude Régy, Théâtre de la Bastille
- 1989 : Et les chiens se taisaient d'Aimé Césaire, lecture Comédie-Française au Festival d'Avignon
- 1989 : La Célestine de Fernando de Rojas, mise en scène Antoine Vitez, Festival d'Avignon, Comédie-Française au Théâtre national de l'Odéon
- 1990 : La Vie de Galilée de Bertolt Brecht, mise en scène Antoine Vitez, Comédie-Française
- 1991 : La Chute de l’ange rebelle de Roland Fichet, mise en scène Claudia Stavisky, Comédie-Française au Petit-Odéon
- 1991 : Iphigénie de Racine, mise en scène Yannis Kokkos, Comédie-Française
- 1992 : Le Bal masqué de Mikhail Lermontov, mise en scène Anatoli Vassiliev, Comédie-Française
- 1993 : Tchekhov actes III, d'Anton Tchekhov, mise en scène Anastasia Vertinskaïa et Alexandre Kaliaguine, Théâtre Nanterre-Amandiers
- 1994 : Nora d'Elfriede Jelinek, mise en scène Claudia Stavisky, Théâtre national de la Colline
- 1994 : La Terrible Voix de Satan de Gregory Motton, mise en scène Claude Régy, Théâtre Gérard Philipe, Le Volcan, Théâtre Vidy-Lausanne
- 1994 : Pièces de guerre d'Edward Bond, mise en scène Alain Françon, Festival d'Avignon
- 1995 : Pièces de guerre d'Edward Bond, mise en scène Alain Françon, Odéon-Théâtre de l'Europe
- 1995 : La Mouette d'Anton Tchekhov, mise en scène Alain Françon, Espace Malraux Chambéry
- 1996 : La Mouette d'Anton Tchekhov, mise en scène Alain Françon, Théâtre de la Ville, Théâtre national de Strasbourg
- 1997 : La Mort de Tintagiles de Maurice Maeterlinck, mise en scène Claude Régy, Théâtre Gérard Philipe
- 1997 : A trois mains de et mise en scène Bruno Bayen, MC93 Bobigny, Théâtre national de Strasbourg
- 1997 : Amphitryon de Molière, mise en scène Anatoli Vassiliev, Festival d'Avignon
- 1997 : Poèmes d'Antoine Vitez, lecture Festival d'Avignon
- 1998 : Phèdre, de Jean Racine, mise en scène Luc Bondy, Théâtre Vidy-Lausanne, Odéon-Théâtre de l'Europe
- 1999 : Quelqu'un va venir de Jon Fosse, mise en scène Claude Régy, Théâtre Nanterre-Amandiers
- 2000 : Des couteaux dans les poules de David Harrower, mise en scène Claude Régy, Théâtre Nanterre-Amandiers
- 2002 : Médée-Matériau d'Heiner Müller, mise en scène Anatoli Vassiliev, Festival d'Avignon
- 2003 : Variations sur la mort de Jon Fosse, mise en scène Claude Régy, Théâtre national de la Colline
- 2006 : Comme un chant de David 14 psaumes de David retraduits par Henri Meschonnic, mise en scène Claude Régy, Théâtre national de la Colline
- 2003 : Le Cadavre vivant de Léon Tolstoï, mise en scène Julie Brochen, Théâtre de l'Aquarium,
- 2004 : Le Cadavre vivant de Léon Tolstoï, mise en scène Julie Brochen, Le Quartz, Théâtre du Nord, Le Cargo
- 2006 : Chaise d'Edward Bond, mise en scène Alain Françon, Festival d'Avignon, Théâtre national de la Colline
- 2007 : Thérèse Philosophe (un roman sur scène), mise en scène Anatoli Vassiliev, Odéon-Théâtre de l'Europe Ateliers Berthier
- 2008 : Chaise d'Edward Bond, mise en scène Alain Françon, Théâtre La Criée, TNBA, TNP Villeurbanne, MC2, Théâtre national de Strasbourg, Théâtre national de la Colline
- 2008 : Partage de midi de Paul Claudel, mise en scène collective des comédiens Gaël Baron, Nicolas Bouchaud, Charlotte Clamens, Valérie Dréville, Jean-François Sivadier, Festival d'Avignon Carrière de Boulbon
- 2008 : La Divine Comédie de Dante, Lecture dirigée par Valérie Dréville, Festival d'Avignon
- 2010 : Délire à deux de Ionesco, mise en scène Christophe Feutrier, Théâtre Vidy-Lausanne, Festival d'Avignon
- 2011 : Délire à deux de Ionesco, mise en scène Christophe Feutrier, Théâtre national de Toulouse Midi-Pyrénées, Théâtre de la Ville, tournée
- 2011 : Le Long Voyage du jour à la nuit de Eugène O'Neill, mise en scène Célie Pauthe, Théâtre national de la Colline, Comédie de Reims, La Criée
- 2011 : Et nous brûlerons une à une les villes endormies... textes, images et mise en scène de Sylvain George, Festival d'Avignon, Cent Quatre, Lieu Unique de Nantes
- 2012 : Et nous brûlerons une à une les villes endormies... textes, images et mise en scène de Sylvain George, Espace 1789
- 2012 : Chic par accident, mise en scène de Yves-Noël Genod, La Ménagerie de verre
- 2013 : Les Revenants de Henrik Ibsen, mise en scène Thomas Ostermeier, Théâtre Nanterre-Amandiers, tournée
- 2013 : Schwanengesang D744, conception Romeo Castellucci, Festival d'Avignon
- 2013 : Perturbations de Thomas Bernhard, mise en scène de  Krystian Lupa, Théâtre national de la Colline
- 2015 : La Vita Bruta - Une adresse à Pier Paolo Pasolini, conception Sylvain George, Théâtre national de Strasbourg
- 2016 : La Mouette d'Anton Tchekhov, mise en scène Thomas Ostermeier, Théâtre Vidy-Lausanne
- 2016 : Noir Inconnu de Sylvain George, mise en scène Sylvain George, Centre Pompidou
- 2017 : Noir Inconnu #2 de Sylvain George, mise en scène Sylvain George, Musée de l'histoire de l'immigration
- 2018 : Récit d'un homme inconnu, d'Anton Tchekhov, mise en scène Anatoli Vassiliev, MC93 - Théâtre de la ville hors les murs
- 2018 : Les Démons, d'après Dostoïevski, mise en scène Sylvain Creuzevault, Odéon-Théâtre de l'Europe Ateliers Berthier
- 2019 : Bérénice de Jean Racine, mise en scène Gaëtan Vassart, Théâtre des Quartiers d’Ivry
- 2019 : Liberté à Brême de Rainer W. Fassbinder, mise en scène Cédric Gourmelon, Théâtre National de Bretagne
- 2019-2022 : Il Loggiato, de Yves Chaudouët, avec Yann Boudaud, Ménagerie de Verre, Théâtre de Thouars[12]
- 2020 : Danses pour une actrice (Valérie Dréville), un spectacle de Jérôme Bel, Théâtre Vidy-Lausanne
- 2021 : Tirésias de Kae Tempest, mise en scène Guy Cassiers, Théâtre National de Bretagne
- 2023 : Un sentiment de vie de Claudine Galéa, mise en scène Émilie Charriot, Théâtre National de Strasbourg
- 2023 : Voix, mise en scène Gérard Watkins, Théâtre des Îlets
- 2023 : Edelweiss [France Fascisme], mise en scène Sylvain Creuzevault, Odéon-Théâtre de l'Europe Ateliers Berthier
- 2023 : L'Esthétique de la résistance  de Peter Weiss, mise en scène Sylvain Creuzevault, Théâtre national de Strasbourg, MC93, Odéon-Théâtre de l'Europe

## Filmographie

### Cinéma
- 1978 : Tire pas sur mon collant de Michel Lemoine : Muriel
- 1980 : Mon oncle d'Amérique d'Alain Resnais : Thérèse jeune fille
- 1983 : La vie est un roman d'Alain Resnais :
- 1983 : Prénom Carmen de Jean-Luc Godard : la nourrice
- 1989 : Les Baisers de secours de Philippe Garrel : Josette
- 1992 : La Sentinelle d'Arnaud Desplechin : Nathalie
- 1993 : Sauve-toi de Jean-Marc Fabre : Emmanuelle
- 1998 : À vendre de Laetitia Masson
- 1999 : La Maladie de Sachs de Michel Deville : Pauline Kasser
- 2002 : Seule maman a les yeux bleus d'Éric Forestier (court-métrage)
- 2002 : Le Loup de la côte Ouest d'Hugo Santiago : Madame Nemo
- 2002 : 24 heures de la vie d'une femme de Laurent Bouhnik : Henriette
- 2003 : Cette femme-là de Guillaume Nicloux : la doctoresse en HP
- 2007 : La Question humaine de Nicolas Klotz : Lynn Sanderson
- 2010 : Chicas de Yasmina Reza : Aurélia
- 2010 : Rebecca H (Return to the Dogs) de Lodge Kerrigan : la détective
- 2010 : Sans queue ni tête de Jeanne Labrune : Hélène Demestre
- 2011 : De bon matin de Jean-Marc Moutout : Françoise
- 2011 : Qu'ils reposent en révolte (Des figures de guerres I) de Sylvain George : voix
- 2012 : Elles de Małgorzata Szumowska : la mère de Charlotte
- 2012 : Les Éclats (Ma gueule, ma révolte, mon nom) de Sylvain George : voix
- 2012 : Vers Madrid - The Burning Bright de Sylvain George : voix
- 2015 : Le Dos rouge d'Antoine Barraud : Alice
- 2015 : Armes, le poème noir de Sylvain George : voix
- 2016 : Suite armoricaine de Pascale Breton : Françoise Diraison
- 2017 : Paris est une fête - Un film en 18 vagues de Sylvain George : voix
- 2018 : La Joueuse (court-métrage) de Yves Chaudouët : la modèle
- 2019 : Merveilles à Montfermeil de Jeanne Balibar : Virginie Jaffret
- 2022 : Saint Omer d'Alice Diop : la juge

### Télévision
- 1979 : Le Grand Inquisiteur de Raoul Sangla : l'enfant
- 1979 : Messieurs les Jurés : L'Affaire Coublanc de Dominique Giuliani : Sophie Halloy
- 1980 : La Peau de chagrin de Michel Favart
- 1981 : L'Automate de Jean-François Claire : Micky
- 1981 : Les Amours des années folles, épisode La femme qui travaille de Marion Sarraut : Pernette
- 1981 : Un temps ailleurs de Philippe Laïk : Laurence
- 1981 : Nous te mari-e-rons de Jacques Fansten : Michelle
- 1982 : La Nuit du général Boulanger d'Hervé Bromberger : la femme de chambre
- 1982 : Paris-Saint-Lazare (mini série) de Marco Pico : Brigitte
- 1984 : L'An Mil de Jean-Dominique de La Rochefoucauld :
- 1986 : L'Ami Maupassant de Claude Santelli (épisode L'Enfant) : Henriette
- 1987 : Électre d'Hugo Santiago : Clytemnestre
- 1989 : La Grande Cabriole (mini série) de Nina Companeez : Juliette Farget
- 1992 : La Vie de Galilée d'Hugo Santiago : Virginie Galilée
- 2003 : Un goût de sel d'Hélène Marini : Catherine
- 2011 : Petite Fille de Laetitia Masson : Madame Clément

## Distinctions

### Récompenses
- Prix du Syndicat de la critique 1992 : meilleure comédienne pour Bal masqué
- Prix Gérard Philipe 1995
- Prix du Syndicat de la critique 2011 : meilleure comédienne pour Le Long Voyage vers la nuit
- Molières 2014 : Molière de la comédienne dans un spectacle de théâtre public pour Les Revenants

### Décorations
- Commandeur de l'ordre des Arts et des Lettres en 2016[13].